# Borre (Frankrijk)
Borre is een gemeente in de Franse Westhoek, in het Franse Noorderdepartement.  

## Geografie
De gemeente ligt in Frans-Vlaanderen in de streek het Houtland. Zij grenst aan de gemeenten Kaaster, Pradeels, Oud-Berkijn en Hazebroek.  Aan de noordkant van Borre passeert spoorbaan  van de TGV tussen Rijsel en Calais en aan de zuidkant loopt de spoorbaan van de normale treinen tussen Rijsel en Hazebroek. Aan de grens met Hazebroek stroomt de Borrebeek; waarvan de naam van het dorpje is afgeleid. De gemeente heeft ongeveer 550 inwoners.

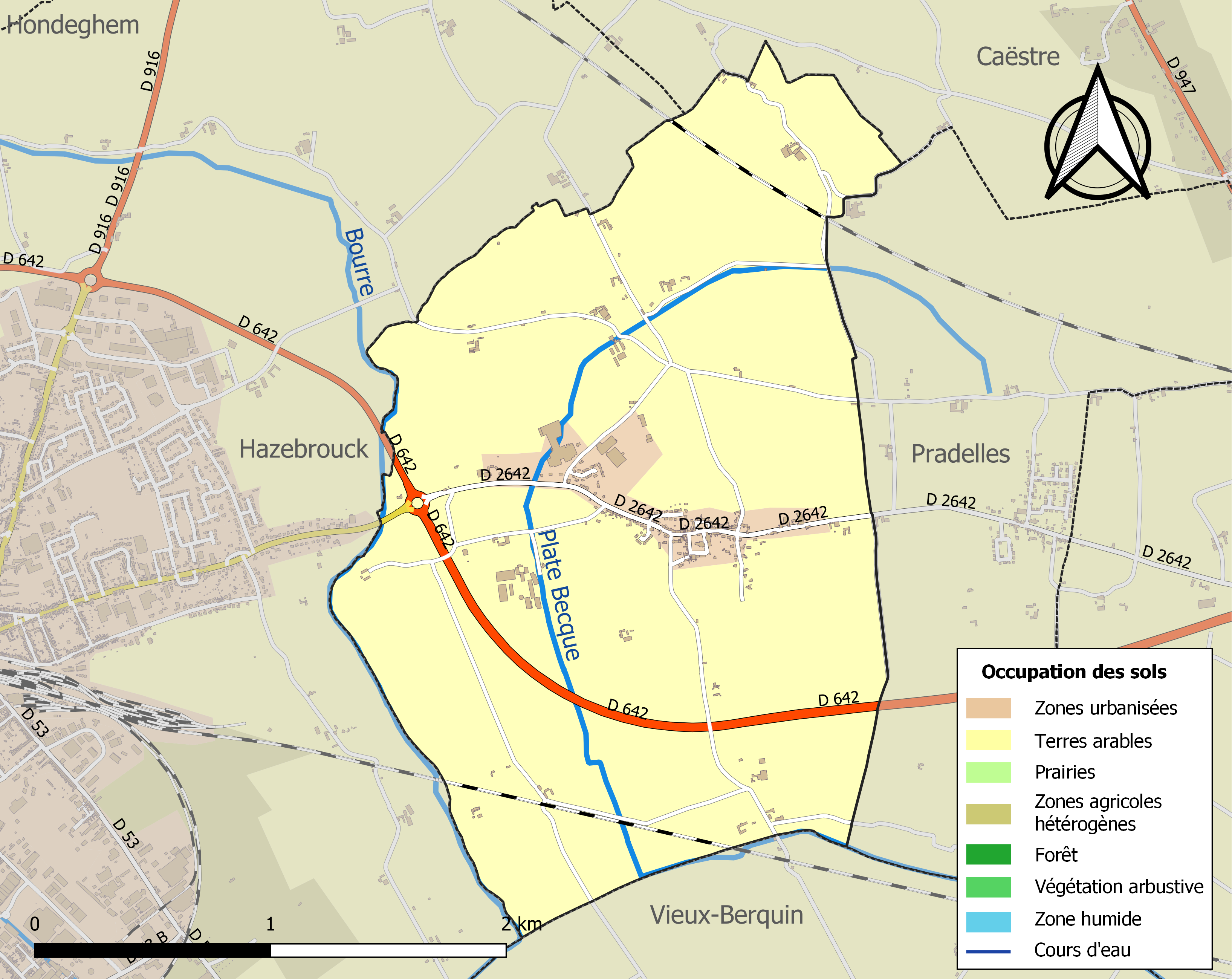
Kaart van de gemeente met belangrijkste infrastructuur, bodemgebruik en omliggende gemeenten

## Geschiedenis
Borre werd voor de eerste keer vermeld in de negende eeuw in het charter van de Abdij van Sint-Bertinus te Sint-Omaars als Beborna. In 1174 werd de huidige naam van het dorp voor de eerste keer vermeld. Borre betekent: bron.
In de 13e eeuw werd melding gemaakt van het geslacht van Borre, heren van deze heerlijkheid. Daarna kwam Borre aan de tak de Saint-Omer-Pienne en vervolgens aan Halewijn, welke heren ook Moerbeke bezaten.
Tijdens de Eerste Wereldoorlog werd het dorp grotendeels verwoest.
Borre was in 1940, tijdens de Tweede Wereldoorlog, een van de eerste Franse dorpen die werden aangevallen door Duitse vliegers.

## Bezienswaardigheden

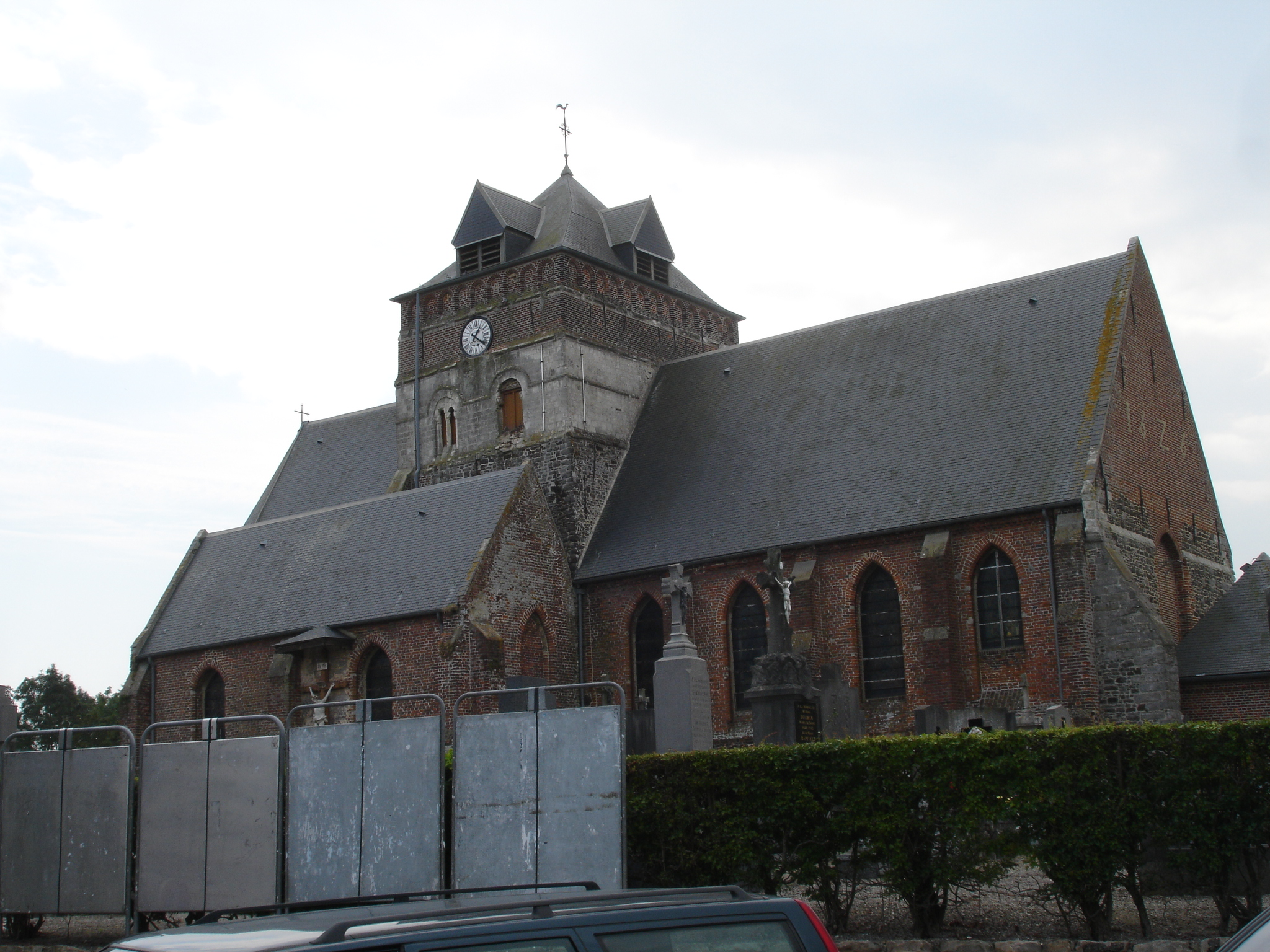
De Sint-Jan-de-Doperkerk

- De Sint-Jan-de-Doperkerk (Frans: Église Saint-Jean-Baptiste)
- Op het Kerkhof van Borre bevinden zich 10 Britse oorlogsgraven uit de Eerste Wereldoorlog
- Borre British Cemetery, een Britse militaire begraafplaats met meer dan 300 gesneuvelden uit de Eerste Wereldoorlog.

## Natuur en landschap
Borre ligt in het Houtland op een hoogte van 17-37 meter. Het dorp zelf ligt op 34 meter hoogte. De Borrebeek (Borre Becque) loopt door Borre en heeft zijn naam van het dorp gekregen.

## Demografie
Onderstaande figuur toont het verloop van het inwonertal (bron: INSEE-tellingen).

## Nabijgelegen kernen
Hazebroek, Sec-Bois, Pradeels, Kaaster
Belle · Berten · Boeschepe · Borre · Eke · Godewaarsvelde · Hondegem · Kaaster · Kassel · Merris · Meteren · Niepkerke · Okselare · Oud-Berkijn · Pradeels · Sint-Janskappel · Sint-Mariakappel · Sint-Silvesterkappel · Stapel · Steenwerk · Strazele · Vleteren · Zoeterstee
Armboutskappel · Arneke · Bambeke · Bavinkhove · Belle · Berten · Bieren · Bissezele · Blaringem · Boeschepe · Boezegem · Bollezele · Borre · Bray-Dunes · Broekburg · Broekkerke · Broksele · Buisscheure · Drinkam · Duinkerke · Ebblingem · Eke · Ekelsbeke · Eringem · Gijvelde · Godewaarsvelde · La Gorgue · Grand-Fort-Philippe · Grevelingen · Groot-Sinten · Hardefoort · Haverskerke · Hazebroek · Herzele · Holke · Hondegem · Hondschote · Hooimille · Houtkerke · Kaaster · Kapelle · Kapellebroek · Kassel · Killem · Kraaiwijk · Krochte · Kwaadieper · Lederzele · Ledringem · Leffrinkhoeke · Linde · Loberge · Loon · Meregem · Merkegem · Merris · Meteren · Millam · Moerbeke · Niepkerke · Nieuw-Berkijn · Nieuw-Koudekerke · Nieuwerleet · Noordpene · Ochtezele · Okselare · Oostkappel · Oud-Berkijn · Oudezele · Pitgam · Pradeels · Rekspoede · Rubroek · Ruisscheure · Sint-Janskappel · Sint-Joris · Sint-Mariakappel · Sint-Momelijn · Sint-Pietersbroek · Sint-Silvesterkappel · Sint-Winoksbergen · Soks · Spijker · Stapel · Steenbeke · Steenvoorde · Steenwerk · Stegers · Stene · Strazele · Terdegem · Téteghem-Coudekerque-Village · Tienen · Uksem · Vleteren · Volkerinkhove · Waalskappel · Warrem · Waten · Wemaarskappel · Westkappel · Wilder · Winnezele · Wormhout · Wulverdinge · Zegerskappel · Zerkel · Zermezele · Zoeterstee · Zuidkote · Zuidpene
1. ↑  Populations de référence 2022.